# Frédéric Boucheron
Pour les articles homonymes, voir Boucheron (homonymie).
Frédéric Prudent Boucheron, né le 17 décembre 1830 à Paris où il est mort le 20 août 1902, est un joaillier français.
Fils de Louis Boucheron (1786-1862) et de Aurore Voizot (1797-1839), il se marie avec Gabrielle Bonin. Il fonde la maison Boucheron et ouvre son premier magasin en 1858, au 150, galerie de Valois au Palais-Royal.
L’originalité et l’élégance de ses créations lui assurent une notoriété grandissante.
En 1893, il transfère son magasin à l’endroit où il se trouve encore de nos jours, le 26 de la place Vendôme.
Son fils Louis et plusieurs de ses descendants assureront sa succession.